# Роставицька угода
Роставицька угода — угода, підписана між українською козацькою делегацією на чолі з гетьманом Петром Сагайдачним, з одного боку, і коронним гетьманом Станіславом Жолкевським, з іншого, про підпорядкування реєстрових козаків шляхетському урядові Речі Посполитої.
Угода укладена в жовтні 1619 року на річці Роставиці поблизу містечка Паволочі (нині село Попільнянського району Житомирської області).
В основу Раставицької угоди було покладено умови Вільшанської угоди 1617 року. За Раставицькою угодою:
- козацьке військо, яке нараховувало 20 тисяч чоловік, зменшувалося до 3 тисяч;
- усі козаки, які вступили до війська протягом останніх 5 років, виключалися з реєстрового війська і мусили повернутися під владу панів і державців;
- реєстрові козаки повинні були виселитися з маєтків шляхти та духовенства, інакше вони перетворювалися на кріпаків. Їм дозволялося жити тільки в королівських (державних) маєтностях;
- реєстровці мали утримувати залогу на Запорожжі. Їм встановлювали платню 40 тисяч золотих;
- козацька старшина зобов'язалася знищити човни, покарати козаків, які брали участь в останніх морських походах на Кримське ханство і Османську імперію, і погодитися на кандидатуру гетьмана, якого призначить король Речі Посполитої.

Укладення Раставицької угоди викликало обурення у козацьких мас. Виключені з реєстру нереєстрові козаки не визнали угоди. Вони невдовзі під керівництвом Яцька Бородавки оволоділи Запорозькою Січчю. Але дальшому розширенню визвольної боротьби перешкодила підготовка султанською Османською імперією і Кримським ханством нападу на Україну та Річ Посполиту. У зв'язку з цим козаки змушені були погодитися на пропозицію шляхетського уряду Речі Посполитої укласти з ним тимчасову угоду для організації відсічі османсько-татарській агресії.